# Sherardia arvensis
La rèvola, rèvola borda o borró (Sherardia arvensis) és una espècie de planta amb flors pertanyent a la família Rubiaceae. El gènere Sherardia és monotípic. S. arvensis és nativa d'Europa, nord d'Àfrica i el sud-oest d'Àsia. Sherardia arvensis està estretament relacionada amb el gènere Galium. Apareix principalment com una mala herba, però de vegades s'ha usat com a tint. Aquesta és una mala herba comuna dels camps, pastures, prats i àrees pertorbades. Les arrels poden utilitzar-se com un tint vermell, però aquesta planta és considerada inferior a Rubia tinctorum.

## Morfologia

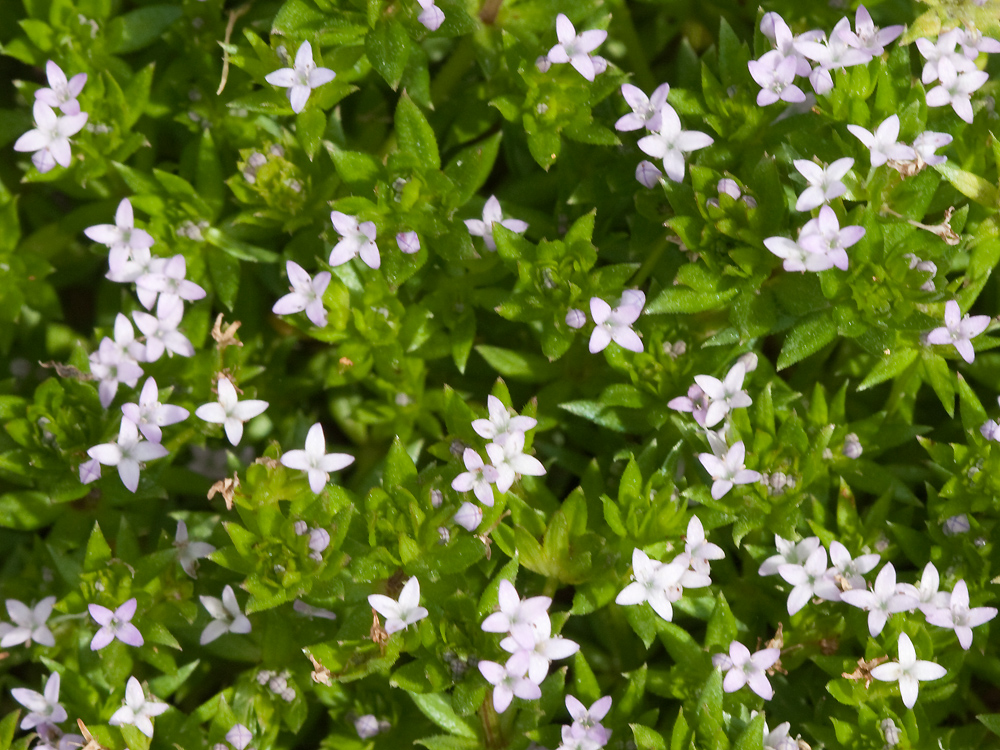
Aspecte d'una planta florida

És una planta anual amb tiges reptants que creixen fins a 40 cm de longitud, amb una secció transversal quadrada. Les fulles són aspres i hirsutes d'uns 10 mm de longitud estan en verticils de quatre o sis (normalment 6 en els extrems dels brots, però quatre més a prop de l'arrel). Les petites flors de color lila o rosa pàl·lid mesuren aproximadament 3 mm de diàmetre i tenen un tub llarg, amb només la part final dels quatre pètals lliures. Les flors creixen en grups de dos o tres junts en una estructura involucral format a partir d'un anell de sis bràctees. Fa un fruit sec d'uns 3 mm de llarg, amb dos lòbuls donant lloc a les dues llavors.

## Taxonomia
L'espècie i el gènere van ser descrits per Linnaeus a Hortus Cliffortianus en 1736 i també va aparèixer en la seva obra mestra Species Plantarum en 1753. El gènere fou anomenat en memòria del destacat botànic anglès William Sherard (1659-1728).
L'epítet llatí «arvensis» significa que es troba en els camps. Es diu Madder camp a causa de la seva semblança amb Rubia tinctorum, que és una planta de tint més conegut de la mateixa tribu botànica.
Una suposada segona espècie del mateix gènere, Sherardia orientalis Boiss. i Hohen., apareix a ITIS, però en realitat això és un nomen nudum i que en realitat es refereix a Asperula orientalis Boiss. i Hohen.. Això s'ha corregit a ITIS.